# Phytomyza chaerophylli
Espèce
Phytomyza chaerophylli est une espèce d'insectes Diptères de la famille des Agromyzidae et du genre Phytomyza. Il s'agit d'une espèce très commune en Europe. La larve est une mineuse de feuilles d'Ombellifères (Apiacées).

## Description

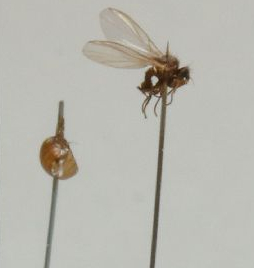
Phytomyza chaerophylli - imago et pupe.

La larve de cette espèce oligophage provoque, sur les feuilles des Apiacées, une mine s'élargissant fortement et dessinant un trou circulaire lors de sa sortie afin de se puposer dans le sol. Multivoltine, l'espèce est visible de mai à novembre en Europe.
Phytomyza chaerophylli a pour plantes hôtes des Apiacées exclusivement, notamment : Anthriscus, Bifora, Carum carvi, Chaerophyllum, Conium maculatum, Conopodium majus, Daucus carota, Myrrhis odorata, Oenanthe aquatica, Orlaya grandiflora, Sison amomum, Torilis japonica.

## Répartition
Phytomyza chaerophylli a pour aire de répartition l'Europe où elle est très commune. Plus particulièrement, elle est présente en Irlande, Grande-Bretagne, Belgique, aux Pays-Bas, en France (dont la Corse), Suisse, Italie (dont la Sardaigne et la Sicile), Allemagne, Tchéquie, Autriche, Pologne, au Danemark, en Suède, Norvège, Finlande, Hongrie, Lituanie, Lettonie, Roumanie et en Turquie européenne. Elle est absente de la péninsule Ibérique ainsi que du Sud-Est et de l'Est de l'Europe.

## Classification
Le nom valide complet (avec auteur) de ce taxon est Phytomyza chaerophylli Kaltenbach, 1856.
Phytomyza chaerophylli a pour synonymes :
- Phytomyza anthrisci Hendel, 1924
- Phytomyza aromatici Hering, 1931
- Phytomyza carvi Hering, 1932
- Phytomyza coniophila Hering, 1931
- Phytomyza conopodii Hering, 1943
- Phytomyza daucivora Hering, 1931
- Phytomyza sisonis Hering, 1943
- Phytomyza tordylii Hendel, 1927